# Бруун Ларсен, Якоб
Я́коб Бру́ун Ла́рсен (дат. Jacob Bruun Larsen; род. 19 сентября 1998, Конгенс-Люнгбю, Копенгаген) — датский футболист, вингер клуба «Бернли» и сборной Дании. Участник Олимпийских игр 2016 года в Рио-де-Жанейро.

## Клубная карьера
Бруун Ларсен — воспитанник клуба «Люнгбю». В январе 2015 года он был замечен скаутами дортмундской «Боруссии» и приглашен в академию немецкой команды. В том сезоне он присоединился к юношеской Боруссии до 17 лет, с которой он выиграл первенство Германии среди команд до 17 лет. В следующем сезоне Якоб был переведен в команду до 19 лет, где в 28 матчах забил 9 мячей, а также помог ей выиграть первенство Германии до 19 лет. Летом 2016 года Бруун Ларсен вместе с основной командой поехал в турне по Китаю. 20 сентября 2017 года в матче против «Гамбурга» он дебютировал в Бундеслиге, заменив на 83 минуте Дан-Акселя Загаду.
В начале 2018 года для получения игровой практики Бруун Ларсен на правах аренды перешёл в «Штутгарт». 27 января в матче против «Шальке 04» он дебютировал за новый клуб.
Летом 2018 года Якоб вернулся в «Боруссию». 26 сентября в поединке против «Нюрнберга» Бруун Ларсен забил свой первый гол за клуб. 3 октября в матче Лиги чемпионов против французского «Монако» он отметился забитым мячом.
В сезоне 2019/20 Бруун Ларсен перешёл в «Хоффенхайм», подписав с клубом контракт до 2024 года. В этом же сезоне клуб занял шестое место в таблице чемпионата и смог попасть в Лигу Европу.

## Международная карьера
В 2016 году Бруун Ларсен в составе олимпийской сборной Дании принял участие в Олимпийских играх в Рио-де-Жанейро. На турнире он сыграл в матчах против команд Ирака, ЮАР, Бразилии и Нигерии.
21 марта 2019 года в товарищеском матче против сборной Косово Бруун Ларсен дебютировал за сборную Дании.
В 2019 году в составе молодёжной сборной Дании Бруун Ларсен принял участие в молодёжном чемпионате Европы в Италии. На турнире он сыграл в матчах против команд Германии, Австрии и Сербии. В поединке против сербов Якоб отметился забитым мячом.

## Статистика

### Матчи Брууна Ларсена за сборную Дании
| Матчи Брууна Ларсена за сборную Дании | Матчи Брууна Ларсена за сборную Дании | Матчи Брууна Ларсена за сборную Дании | Матчи Брууна Ларсена за сборную Дании | Матчи Брууна Ларсена за сборную Дании | Матчи Брууна Ларсена за сборную Дании |
| ------------------------------------- | ------------------------------------- | ------------------------------------- | ------------------------------------- | ------------------------------------- | ------------------------------------- |
| №                                     | Дата                                  | Соперник                              | Счёт                                  | Голы Брууна Ларсена                   | Соревнование                          |
| 1                                     | 21 марта 2019                         | Косово                                | 2:2                                   | —                                     | Товарищеский матч                     |
| 2                                     | 4 сентября 2021                       | Фарерские острова                     | 1:0                                   | —                                     | Чемпионат мира 2022 (отбор)           |
| 3                                     | 12 ноября 2021                        | Фарерские острова                     | 3:1                                   | 1                                     | Чемпионат мира 2022 (отбор)           |
| 4                                     | 15 ноября 2021                        | Шотландия                             | 0:2                                   | —                                     | Чемпионат мира 2022 (отбор)           |
| 5                                     | 26 марта 2022                         | Нидерланды                            | 2:4                                   | —                                     | Товарищеский матч                     |
| 6                                     | 29 марта 2022                         | Сербия                                | 3:0                                   | —                                     | Товарищеский матч                     |

Итого: 6 матчей / 1 гол; 3 победы, 1 ничья, 2 поражения.